# Sebastian Wännström
Sebastian Wännström (* 3. März 1991 in Gävle) ist ein schwedischer Eishockeyspieler, der zuletzt bis zum Ende der Saison 2024/25 bei Vaasan Sport aus der finnischen Liiga unter Vertrag gestanden und dort auf der Position des rechten Flügelstürmers gespielt hat. Zuvor absolvierte Wännström unter anderem annähernd 350 Spiele in der Svenska Hockeyligan (SHL), wo er im Jahr 2012 mit Brynäs IF die Schwedische Meisterschaft gewann.

## Karriere

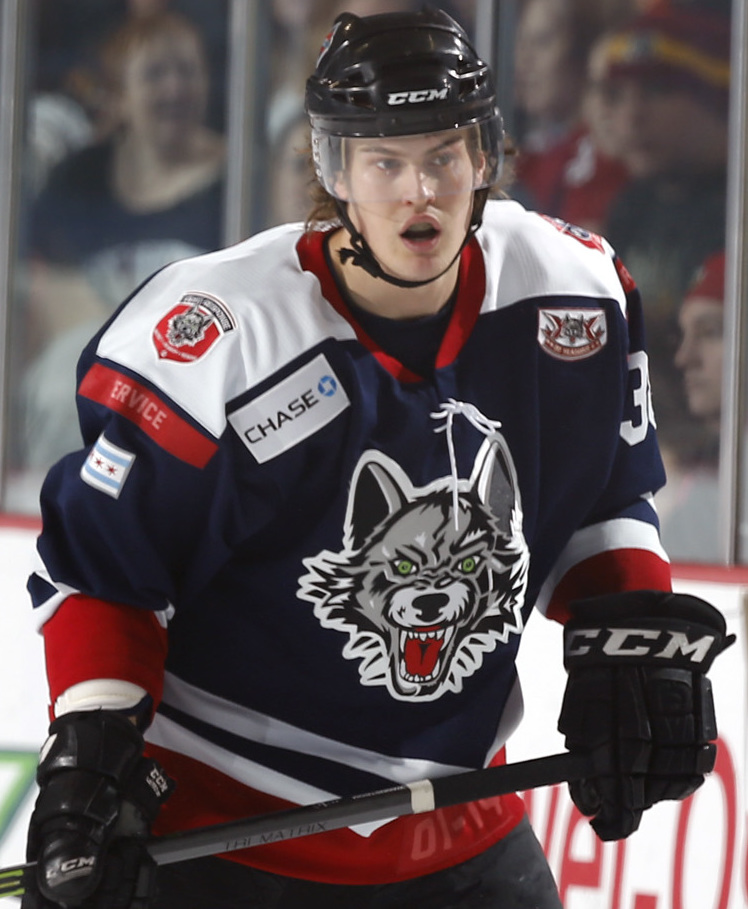
Wännström im Trikot der Chicago Wolves (2014)

Wännström begann seine Karriere als Eishockeyspieler in seiner Heimatstadt in der Nachwuchsabteilung des Brynäs IF, für dessen Profimannschaft er in der Saison 2009/10 sein Debüt in der Elitserien gab. Dabei blieb er in insgesamt 19 Spielen punktlos und erhielt zwei Strafminuten. Anschließend wurde der Flügelspieler im Juni 2010 zunächst im KHL Junior Draft von Salawat Julajew Ufa aus der Kontinentalen Hockey-Liga (KHL) in der dritten Runde als insgesamt 72. Spieler und anschließend im NHL Entry Draft in der zweiten Runde als insgesamt 44. Spieler von den St. Louis Blues aus der National Hockey League (NHL) ausgewählt. Der Schwede verblieb jedoch noch zwei weitere Spielzeiten bei Brynäs und gewann mit der Mannschaft in der Saison 2011/12 die Schwedische Meisterschaft.
Anschließend wechselte der Flügelstürmer im Sommer 2012 nach Nordamerika in das Organisation der St. Louis Blues wechselte. Dort kam er in der Saison 2012/13 jedoch ausschließlich bei den Farmteams Peoria Rivermen in der American Hockey League (AHL) und Evansville IceMen in der ECHL zum Einsatz. Im Januar 2013 wurde der Schwede noch einmal an seinen Heimatklub zurück verliehen. Auch in den folgenden zwei Spielzeiten stand Wännström ausschließlich in der AHL für das neue Farmteam der Blues, die Chicago Wolves, auf dem Eis und konnte sich nicht für einen Platz im NHL-Kader empfehlen.
Ohne ein Spiel in der höchsten Spielklasse Nordamerikas absolviert zu haben, kehrte er im Sommer 2015 zurück nach Schweden und schloss sich dem Rögle BK aus der Svenska Hockeyligan (SHL) an. Zwischen 2017 und 2019 war er anschließend für den Ligakonkurrenten HV71 aktiv, gefolgt von einem Jahr bei Leksands IF. Im September 2020 wechselte Wännström zu Ässät Pori in die finnische Liiga. Mit Ässät belegte er am Saisonende den zwölften Platz, wurde in das All-Star-Team berufen und als bester Torjäger mit der Aarne-Honkavaara-Trophäe ausgezeichnet. Nach diesem Erfolg wechselte er zu Dinamo Riga in die Kontinentale Hockey-Liga (KHL). Bereits im Oktober 2021 verließ der Angreifer den lettischen Hauptstadtklub nach nur zehn Einsätzen und beendete die Spielzeit beim HC Ajoie aus der Schweizer National League. Im Juli 2022 heuerte er daher bei den Augsburger Panthern aus der Deutschen Eishockey Liga (DEL) an, bei denen er eine Spielzeit verbrachte. Anschließend blieb der Schwede bis Ende November 2023 ohne neuen Verein, ehe er von Vaasan Sport verpflichtet wurde und damit nach zwei Jahren nach Finnland zurückkehrte.
Bei Vaasan verbrachte Wännström eine Spielzeit und wechselte im Oktober 2024 zunächst zu den Stavanger Oilers in die norwegische Elitehockeyligaen. Nach nur fünf Monaten kehrte er aber im Februar 2025 zu Vaasan Sport zurück und spielte dort bis zum Ende der Saison.

### International
Für die schwedischen Juniorenauswahlteams nahm Wännström am Ivan Hlinka Memorial Tournament 2008 sowie der U20-Junioren-Weltmeisterschaft 2011 teil. Dabei konnte er mit der Mannschaft beim Ivan Hlinka Memorial Tournament die Bronzemedaille gewinnen. In der schwedischen A-Nationalmannschaft debütierte der Stürmer im Rahmen der Saison 2016/17 der Euro Hockey Tour.

## Erfolge und Auszeichnungen
- 2008 Schwedischer U20-Junioren-Vizemeister mit Brynäs IF
- 2009 Schwedischer U20-Junioren-Meister mit Brynäs IF
- 2010 Schwedischer U20-Junioren-Vizemeister mit Brynäs IF
- 2012 Schwedischer Meister mit Brynäs IF
- 2021 Liiga-Spieler des Monats Februar
- 2021 Aarne-Honkavaara-Trophäe
- 2021 Liiga All-Star Team

### International
- 2008 Bronzemedaille beim Ivan Hlinka Memorial Tournament

## Karrierestatistik
Stand: Ende der Saison 2024/25

### International
Vertrat Schweden bei:
- Ivan Hlinka Memorial Tournament 2008
- U20-Junioren-Weltmeisterschaft 2011

(Legende zur Spielerstatistik: Sp oder GP = absolvierte Spiele; T oder G = erzielte Tore; V oder A = erzielte Assists; Pkt oder Pts = erzielte Scorerpunkte; SM oder PIM = erhaltene Strafminuten; +/− = Plus/Minus-Bilanz; PP = erzielte Überzahltore; SH = erzielte Unterzahltore; GW = erzielte Siegtore; 1 Play-downs/Relegation; Kursiv: Statistik nicht vollständig)